# Livre de la vache du ciel
Le Livre de la vache du ciel ou Livre de la vache céleste est un texte mythologique qui parle de la vision cosmogonique égyptienne.
Il a été découvert parmi les inscriptions des tombes de Toutânkhamon (mort vers 1327 av. J.-C.), Séthi Ier, Ramsès II, Ramsès III et Ramsès VI.
Ce mythe appartient aux textes sacrés et puise ses origines très loin dans l'histoire de l’Égypte. Des traces peuvent être discernées dans les Textes des pyramides.

## Mythe
L’histoire commence alors que dieux et hommes cohabitent sur la Terre sous la tutelle de Rê, et tout paraît parfait. Pourtant, avec le temps, le dieu a vieilli et les hommes en profitent pour se révolter.
Le mythe se divise en deux scènes, la première où Rê envoie sa fille Sekhmet, la lionne, sur Terre pour punir les hommes, et la seconde où Rê décide de quitter la Terre aidé par la déesse Nout.
Un passage du livre de la vache et du ciel explique que Thot est choisi par Rê comme vizir alors que celui-ci s'apprête à quitter le monde des hommes :

« La Majesté de ce dieu dit :
Appelez, afin que Thot me soit amené immédiatement.
La Majesté de ce dieu s'adressa à Thot :
Partons du ciel, de ma place, pour aller à l'endroit où je pourrais faire que la lumière éclaire l'Au-delà et le pays des grottes.
Tu en seras le scribe, et tu puniras ceux qui s'y trouvent et qui ont commis des actes de rébellion.
C'est grâce à toi que je me débarrasserai des serviteurs qui ont enragé mon cœur.
Tu seras à ma place, mon représentant, et on t'appellera Thot-Séti-Rê (Thot représentant de Rê).
Alors, il te sera accordé d'envoyer des plus nobles que toi en mission, et l'ibis de Thot viendra à l'existence.
Et il te sera accordé d'étendre la main (prendre la parole) devant les deux assemblées des dieux plus grands que toi.
Tu agiras encore mieux que Khên, et l'ibis Khény de Thot viendra à l'existence.
Alors je t'accorderai d'illuminer les cieux de ta beauté avec tes rayons, et la lune de Thot viendra à l'existence.
Je t'accorderai aussi de pouvoir repousser les Haou-Nebou, et le babouin de Thot viendra à l'existence.
Tu deviendras mon vizir. »

### Traductions
- Claire Lalouette, Textes sacrés et profanes de l'Égypte ancienne, vol. II, Gallimard, 1989, p. 46-52.
- Claude Carrier, Grands livres funéraires de l'Égypte pharaonique, Cybèle, 2009, 550 p..
- « Le Livre de la Vache du Ciel », 2001.

### Études
- Miriam Lichtheim, Ancient Egyptian Literature, University of California Press, 2004.